# 주은 (가수)
주은(본명: 이주은, 1995년 6월 7일 ~ )은 대한민국의 가수, 배우로 걸 그룹 다이아의 멤버였다.

## 학력
- 망포중학교 (졸업)
- 망포고등학교 (졸업)
- 나사렛대학교 실용음악과

## 음반

### 참여 앨범
- 《스노우맨 - 알듯 말듯 (Feat. 주은 Of DIA)》 (2017년)

## 가수 외 활동

### 드라마
- KBS2 《KBS 드라마 스페셜 - 너와 나의 유효기간》 (2018년) - 박세희 역
- 두드림 (2018) - 고윤아 역

### 예능
- SBS 《K팝 스타 시즌2》 (2012년) - 참가자
- SBS 《K팝 스타 시즌3》 (2013년) - 참가자
- tvN 《SNL 코리아 시즌9》 (2017년) - 28회
- KBS2 《대국민 토크쇼 안녕하세요》 (2017년) - 339회
- tvN 《코미디 빅리그》 (2018년) - 275회
- MBC 에브리원 《주간 아이돌》 (2018년) - 374회
- KBS2 《불후의 명곡 - 바니걸스 편》 (2018년) - 참가자
- KBS2 《유희열의 스케치북》 (2018년, 2019년) - 406회, 436회
- MBC 《다시 쓰는 차트쇼 지금 1위는》 (2019년) - 7회, 8회
- tvN 《V-1》 (2019년)
- SBS Plus 《좋은 친구들》 (2019년)